# Maškovický tis

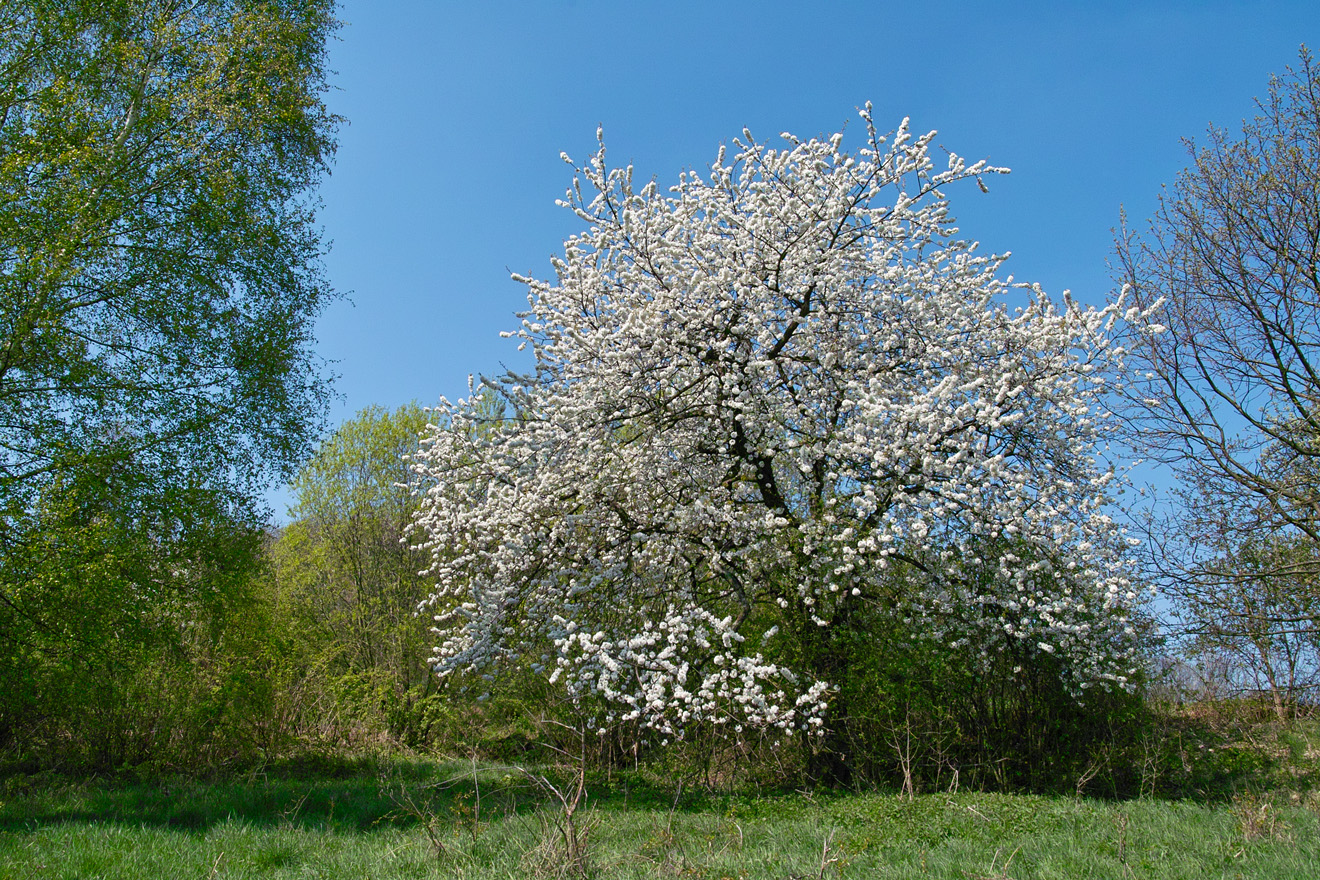
opuštěný sad, ve kterém tis roste

Maškovický tis je památný strom, který roste v zaniklé osadě Maškovice, podobně jako známější památná lípa. Na rozdíl od ní nestojí na návsi, ale je o něco hůř přístupný v zarostlém sadu.

## Základní údaje
- název: Maškovický tis
- výška: 12 m (1994)[1]
- obvod: 178 cm (1994?)[1], 210 cm (2011)
- věk: 100 let (2000)[2]
- sanace: ne
- souřadnice: 50°42'8.66"N, 14°10'3.74"E

Tis roste v zarostlém sadu u bývalé cesty na Dobkovice. Nejsnáze se k němu dostaneme, pokud půjdeme po cestě nad chatou, která je nejblíže lípě. Když mineme druhou chatu, sejdeme doprava dolů podél kamenné zídky. Ještě o dalších 20 metrů níž (poblíž maringotky a chátrající dřevěné chatky) tis roste.

## Historie a pověsti
Maškovice byly vysídleny a pobořeny po roce 1945, dnes na jejich území zůstalo jen pár roztroušených domů a pozůstatky starých staveb a sadů. Býval zde i hostinec a kaple. V době, kdy byl tis vysazen, žilo v Maškovicích asi 36 obyvatel.

## Galerie

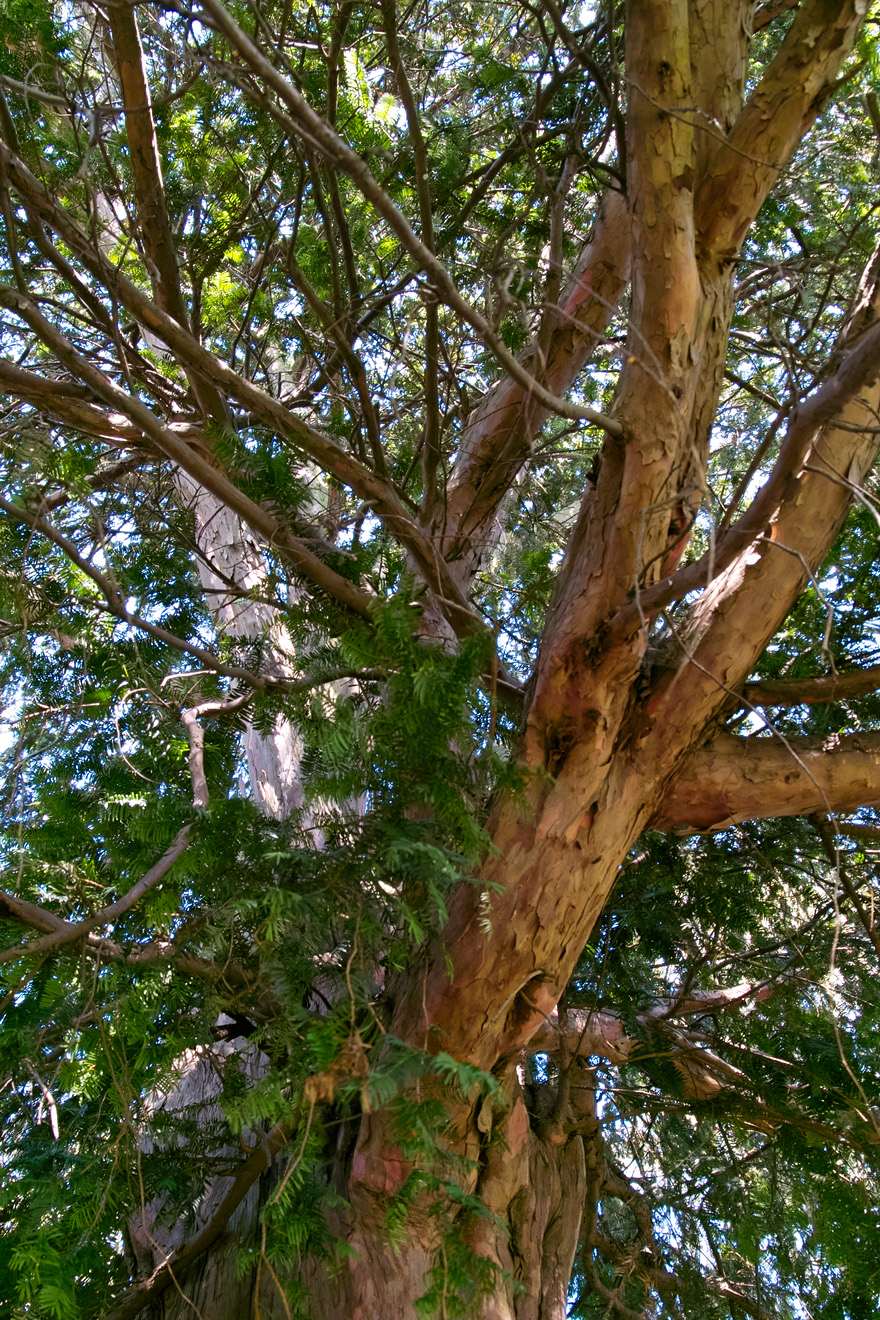
pohled do koruny
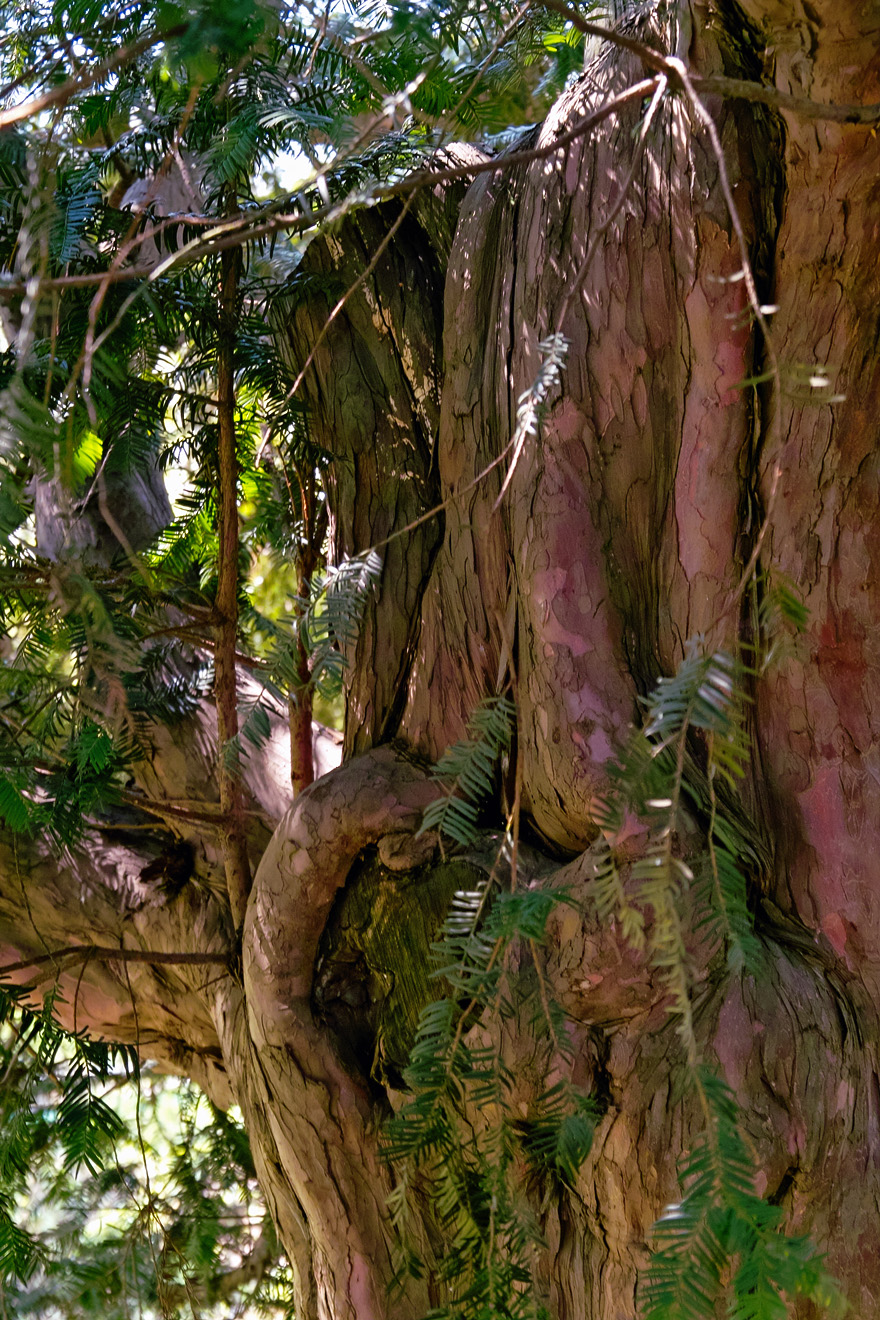
rána po větvi
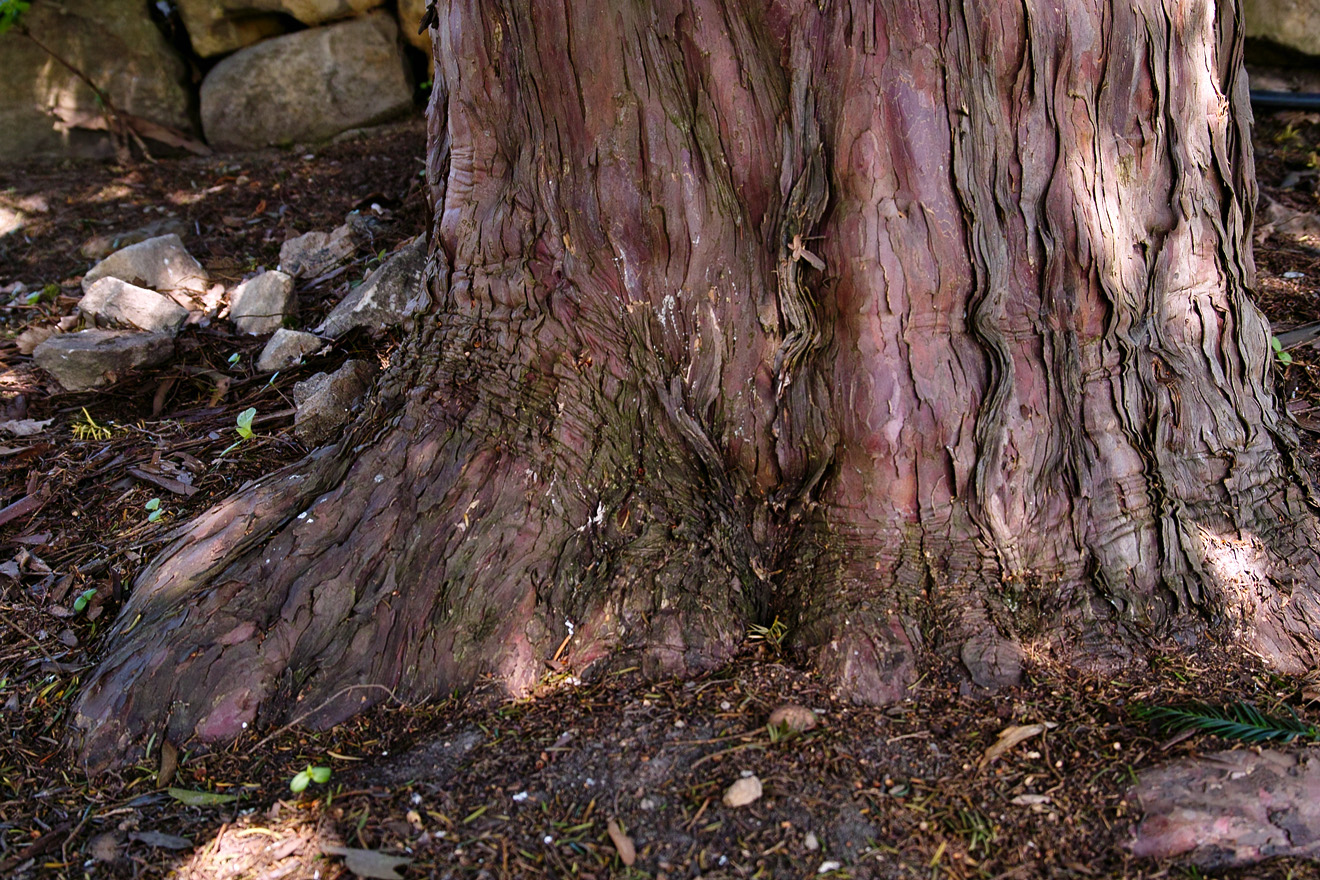
kořenové náběhy
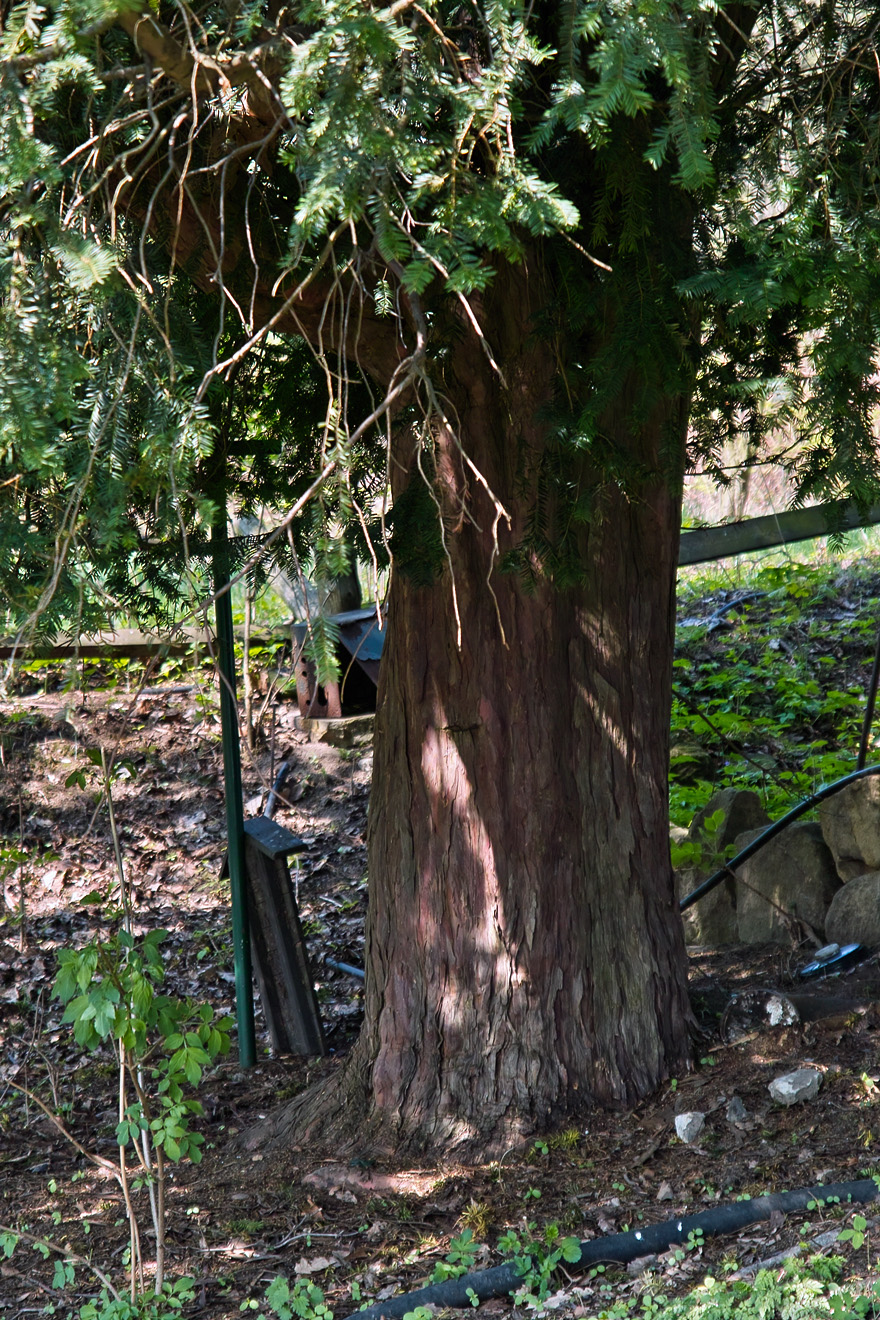
kmen

## Památné a významné stromy v okolí
- Maškovická lípa
- Lípa v Českém Bukově (1 km Z)
- Tis a babyka v Šachově (2,5 km SZ)
- Šachovská lípa (2,5 km SZ)
- Lužecká lípa (3 km Z)
- Lípa v Lužci nad silnicí (3 km Z)
- Lípa v Lysé (3 km Z)
- Lípa v Mirkově (4,5 km Z)
- Slavošovský dub (5 km SZ)
- Vejmutovka v Roztokách (3 km lesní cestou nebo 7,5 km po silnici, JV)
- Buk u Povrdel (zrušen roku 1994)